# Elateroidea
Elateroidea é uma superfamília de coleópteros que integra 19 famílias (duas extintas).

## Famílias
A superfamília Elateroidea inclui as seguintes famílias:
- Artematopodidae (Lacordaire, 1857)
- Brachypsectridae (Leconte & Horn, 1883) –
- †Berendtimiridae (Winkler, 1987)
- Cantharidae (Imhoff, 1856)
- Cerophytidae (Latreille, 1834)
- Drilidae (Blanchard, 1845)
- Elateridae (Leach, 1815)
- Lampyridae (Rafinesque, 1815)
- Lycidae (Laporte de Castelnau, 1836)
- Melasidae (Leach, 1817)
- Omalisidae (Lacordaire, 1857)
- Omethidae (LeConte, 1861)
- Phengodidae (LeConte 1861)
- Plastoceridae (Crowson, 1972)
- †Praelateriidae (Dolin, 1973)
- Rhagophthalmidae (E. Olivier, 1907)
- Rhinorhipidae (Lawrence, 1988)
- Throscidae (Laporte, 1840)
- Telegeusidae (Leng, 1920)